# Аджами, Фуад
Фуад Аджами (араб. فؤاد عجمي‎فؤاد عجمي; 18 сентября 1945 — 22 июня 2014) был лауреатом стипендии Мак-Артура. Родился в Ливане в семье шиитов. Американский профессор, писатель, исламовед, специалист по истории и культуре Ближнего Востока. Фуад Аджами был старшим научным сотрудником Гуверовского института при Стэнфордском университете.
Аджами был ярым сторонником войны в Ираке, благородство которой, по его мнению, «не может подвергаться сомнению».

## Происхождение
Аджами родился в Арнуне, маленькой деревушке на юге Ливана, в семье мусульман-шиитов. Его прадед приехал в Арнун из Тебриза, Иран, в 1850-х годах. В арабском языке слово «Аджами» означает «неараб» или «не говорящий по-арабски». Кроме того, это слово означает «перс» или «говорящий по-персидски». Аджами приехал в Соединенные Штаты осенью 1963 года, перед тем как ему исполнилось 18 лет. Он окончил колледж восточного Орегона (сейчас Университет восточного Орегона) в Ла Гранде, штат Орегон. Затем Фуад Аджами закончил Вашингтонский университет, где он написал диссертацию про международные отношения и мировое правительство, а также получил докторскую степень.

## Карьера

### Университет
В 1973 году Аджами начал свою преподавательскую деятельность на факультете политологии Принстонского университета. Там он стал известен в качестве сторонника и приверженца права арабского народа Палестины на самоопределение. В 1980 году Аджами был назначен руководителем направления по изучению Ближнего Востока «Школы продвинутых международных исследований» при Университете Джонса Хопкинса. В 2011 году профессор начал работу в Гуверовском институте.

### Правительство
Аджами был советником государственного секретаря США Кондолизы Райс, а также другом и коллегой Пола Вулфовица.

### Журналистика
Аджами часто писал о проблемах Ближнего и Среднего Востока, современной международной истории для таких изданий, как Нью-Йорк Таймс, Форин афферс, Нью Репаблик, Уолл-Стрит Джорнал и др. Кроме того, он был близким другом Андерсона Купера и частым гостем на телеканале CNN. Аджами также был частым гостем на канале Фокс-Ньюc-Чэннел.

### Телевидение
Аджами часто появлялся на таких каналах, как PBS, CBS, CNN, а также Фокс Ньюс.

## Публикации
В своём эссе «В стороне от всех», которое было опубликовано в зимнем выпуске журнала Форин афферс 1980/81, Аджами писал о жизни третьего мира в условиях политики неприсоединения в период после холодной войны. В 1980 году Аджами принял предложение Университета Джонса Хопкинса и стал руководителем направления по изучению Ближнего Востока «Школы продвинутых международных исследований» в Вашингтоне, округ Колумбия.
Спустя год после работы в «Школе продвинутых международных исследований» (SAIS) Аджами опубликовал свою первую книгу «Затруднительное положение арабов». В ней автор анализирует интеллектуальный и политический кризисы, охватившие арабский мир в результате поражения, которое Израиль нанёс арабским армиям во время шестидневной войны 1967 года.
В дальнейшем Фуад Аджами написал такие книги, как «Дворец мечты арабов: Одиссея поколения» (1998), «Бейрут: город разочарований» (1988), а также «Пропавший имам: Муса Садр и шииты Ливана» (1986).
В своей книге «Дворец мечты арабов: Одиссея поколения» Аджами проанализировал интеллектуальный ландшафт в арабском мире и Иране. Его книга в некотором роде была продолжением его предыдущей работы под названием «Затруднительное положение арабов». Аджами писал о политике Ближнего Востока: «Это мир, где победа редко приходит вместе с милосердием или умеренностью». Рассуждая о панарабизме, он охарактеризовывал эту идеологию как «суннитскую власть, облаченную в мирские одежды».
В своей книге «Подарок иностранца: американцы, арабы и иракцы в Ираке» (2006) Аджами писал про американское вторжение в Ирак.

## Смерть
Фуад Аджами умер 22 июня 2014 года от рака предстательной железы в своём доме в штате Мэн в возрасте 68 лет.

## Награды
В 1982 году Аджами стал лауреатом стипендии Мак-Артура, которая выплачивается поквартально в течение 5 лет. В 2006 году он был награжден Национальной гуманитарной медалью США, которую ему вручил лично президент Буш. В 2011 году Аджами получил награду имени Бенджамина Франклина за  свою общественную деятельность. Также он был награжден премией Эрика Брейндела за достижения в журналистике.

## Внешние ссылки
- Упоминания в телепередачах кабельной сети C-SPAN

## Список литературы
1. ↑  Ajami, Fouad. The Foreigner's Gift: The Americans, the Arabs, and the Iraqis in Iraq (англ.). — Free Press, 2006., p. xii
2. ↑  Fouad; Ajami. The Vanished Imam: Musa al Sadr and the Shia of Lebanon – Google Books (англ.). — 2012. — ISBN 0801465079.
3. ↑  Fouad; Ajami. The dream palace of the Arabs: a ... – Google Books (англ.). — 1998. — ISBN 9780375704741.
4. ↑  Sakhr: Multilingual Dictionary. Дата обращения: 20 января 2018. Архивировано 27 сентября 2007 года.
5. ↑  The New World Reader: Thinking and ... – Google Books (англ.). — 2010. — ISBN 9780618796533.
6. ↑  Adam Shatz, «The Native Informant», The Nation Архивная копия от 9 марта 2010 на Wayback Machine, April 10, 2003.
7. ↑  Cooper, Anderson (14 апреля 2011). anderson Cooper 360. CNN. Архивировано 30 ноября 2015. Дата обращения: 20 июня 2011.
8. ↑  Ajami, Fouad (25 октября 1981). IN SEARCH OF ISLAM. The New York Times. Архивировано 6 марта 2016. Дата обращения: 24 августа 2010.